# Fritz Pfenninger
Pour les articles homonymes, voir Pfenninger.
Fritz Pfenninger (né le 15 octobre 1934 et mort le 12 mai 2001 à Zurich) est un coureur cycliste suisse. Il a notamment brillé dans les courses de six jours, remportant un total de 33 succès entre 1956 et 1970, dont 19 avec Peter Post.

## Palmarès sur piste

### Six Jours
- 1956 : Aarhus (avec Oscar Plattner)
- 1957 : Copenhague (avec Jean Roth)
- 1958 : Münster, Zurich (avec Jean Roth)
- 1960 : Münster (avec Hans Junkermann)
- 1961 : Berlin, Francfort (avec Klaus Bugdahl)
- 1962 : Essen, Francfort, Zurich (avec Klaus Bugdahl)
- 1963 : Cologne, Zurich, Bruxelles (avec Peter Post)
- 1964 : Dortmund (avec Rudi Altig), Anvers (avec Noël Foré et Peter Post), Berlin, Bruxelles, Zurich (avec Peter Post)
- 1965 : Berlin, Dortmund, Zurich (avec Peter Post)
- 1966 : Essen, Gand, Amsterdam (avec Peter Post), Anvers (avec Jan Janssen et Peter Post), Québec (avec Sigi Renz)
- 1967 : Brême, Essen, Francfort (avec Peter Post), Anvers (avec Jan Janssen et Peter Post)
- 1968 : Montréal (avec Louis Pfenninger), Zurich (avec Klaus Bugdahl)
- 1970 : Zurich (avec Peter Post et Erich Spahn)

### Championnats d'Europe
- Champion d'Europe de l'américaine en 1962 (avec Klaus Bugdahl), 1964 et 1967 (avec Peter Post)

### Palmarès sur route
- 1955
  - 2e du Tour des Quatre Cantons